# 皮尔通河
皮尔通河（俄语：Река Пильтун），清时称皮伦图河，是萨哈林州奥哈区的河流，源起奥索伊山北，长77公里，流域面积633平方公里，注入皮尔通湾。河名来自尼夫赫语“Пильдтунь（拇指）”。

## 引用
1. ↑  谭其骧. . 中国地图出版社. 1982-1987.
2. ↑  . 国家水登记处.   [2024-01-03]. （原始内容存档于2024-01-03） （俄语）.
3. ↑  М·Г·瓦西科夫斯基. . 列宁格勒: 气象出版社. 1973 （俄语）.